# 莱昂省 (西班牙)
莱昂省（西班牙語：Provincia de León，西班牙語：[leˈon]；莱昂语：Llión）是西班牙西北部卡斯蒂利亚-莱昂自治区的一个省。该省面积15,581 km²，2017年人口468,316人。莱昂省包含211个自治市，省会莱昂市。除西班牙语外，莱昂语也在此省使用。
1997年，拉斯梅杜拉斯的矿山遗迹和景观被列为世界文化遗产。

## 地理
莱昂省内北部有坎塔布里亚山脉，最高点塞雷多峰，海拔2648米。西北部有埃尔别尔索低地。其他地方基本上是梅塞塔高原的组成部分。杜罗河支流埃斯拉河为境内主要河流，河上筑有大坝，蓄洪发电。

## 历史
莱昂本是中世纪西班牙的一个王国。莱昂王国是加西亚一世建立的。1230年，莱昂王国与卡斯蒂利亚王国合并，那时的莱昂王国的辖地到加利西亚及现在葡萄牙的北部。于1833年成立莱昂省。今日的莱昂省比当年的莱昂王国小很多。

## 经济
莱昂省是西班牙主要的啤酒花产地。其他农作物包括谷物、土豆、葡萄、甜菜和亚麻。林业资源有橡树、山毛榉和栗树等。畜牧业以放牧牛、羊以及养驴为主。富有无烟煤、铁及云母等矿产。
工业以食品、水泥、化工、造纸和纺织等部门为主，建有几座大型火力发电站。

## 图集

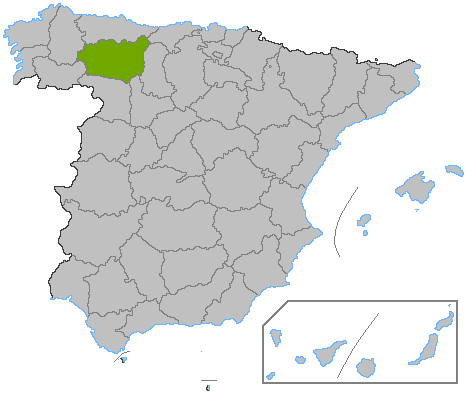
所在位置
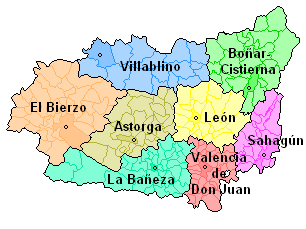
行政区划
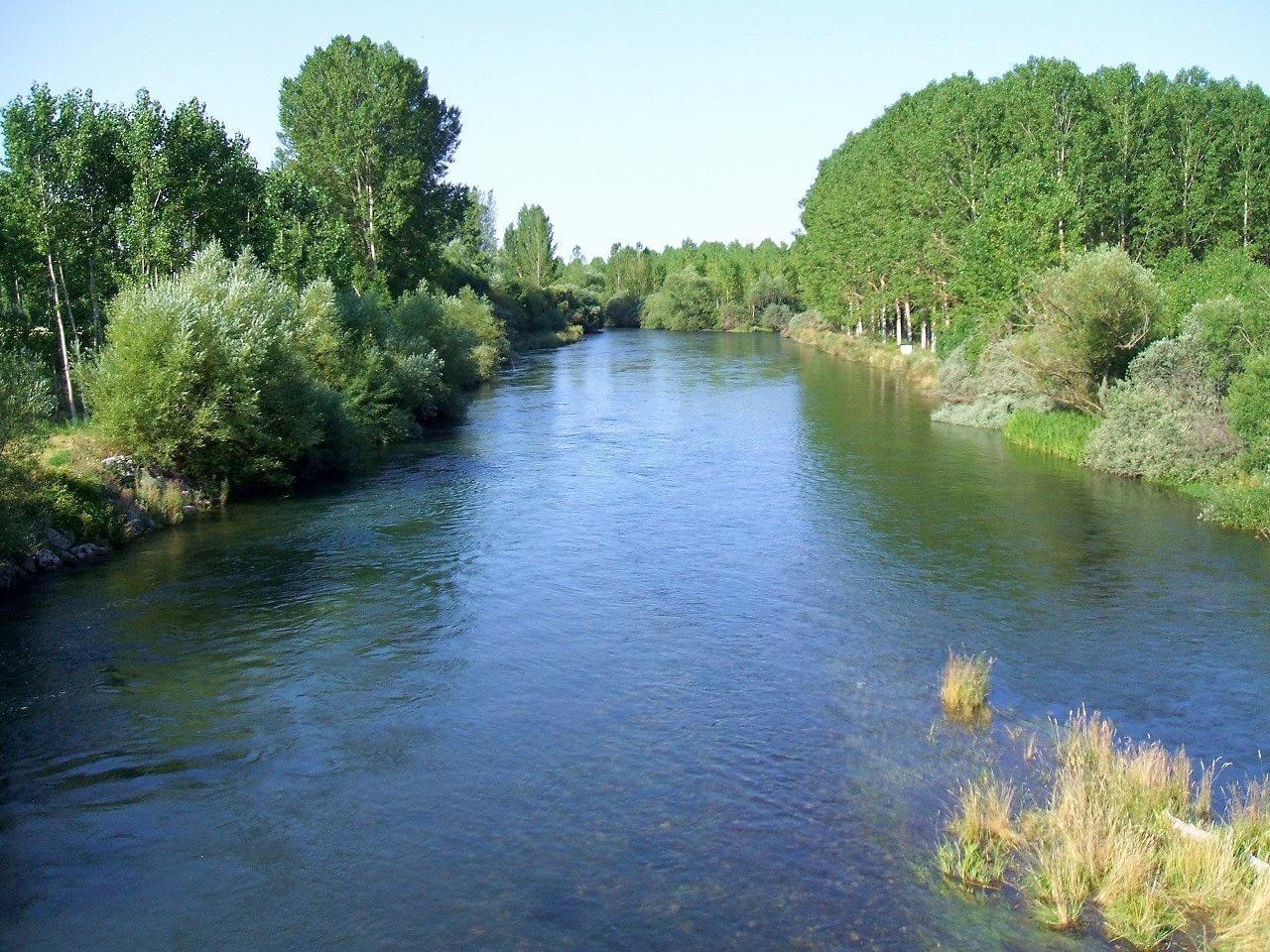
埃斯拉河流经格拉德费斯市
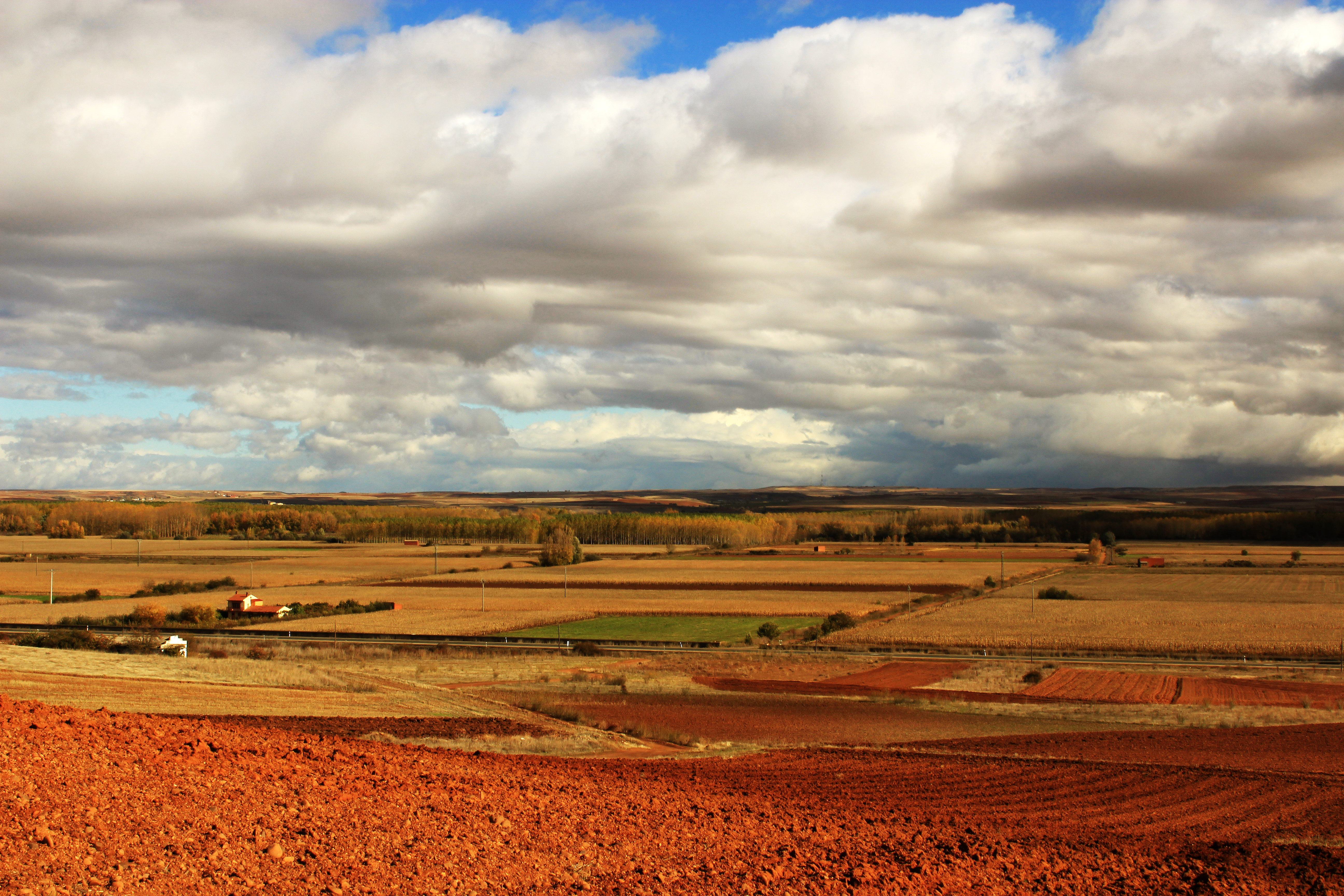
平原
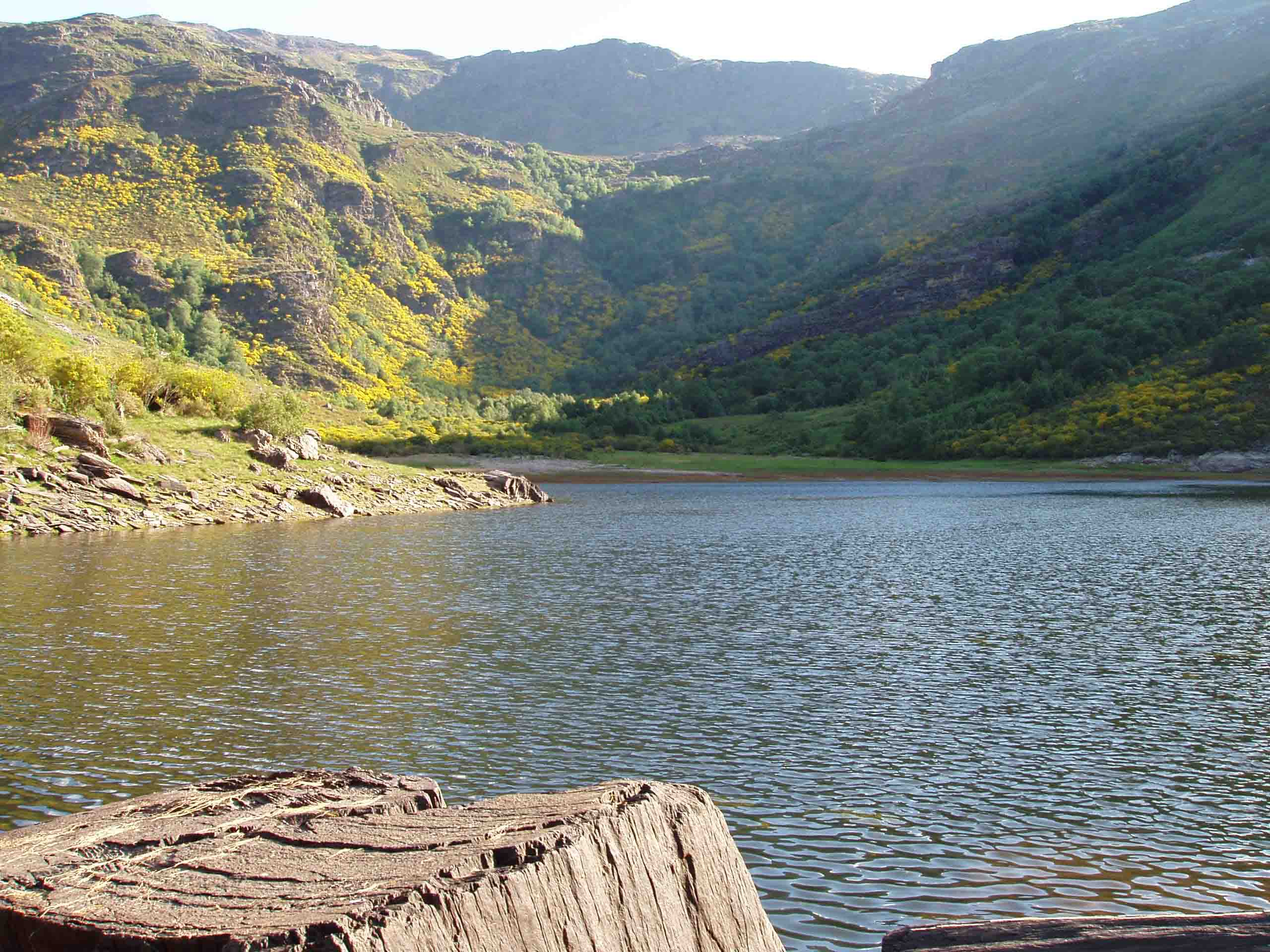
拉卡夫雷拉
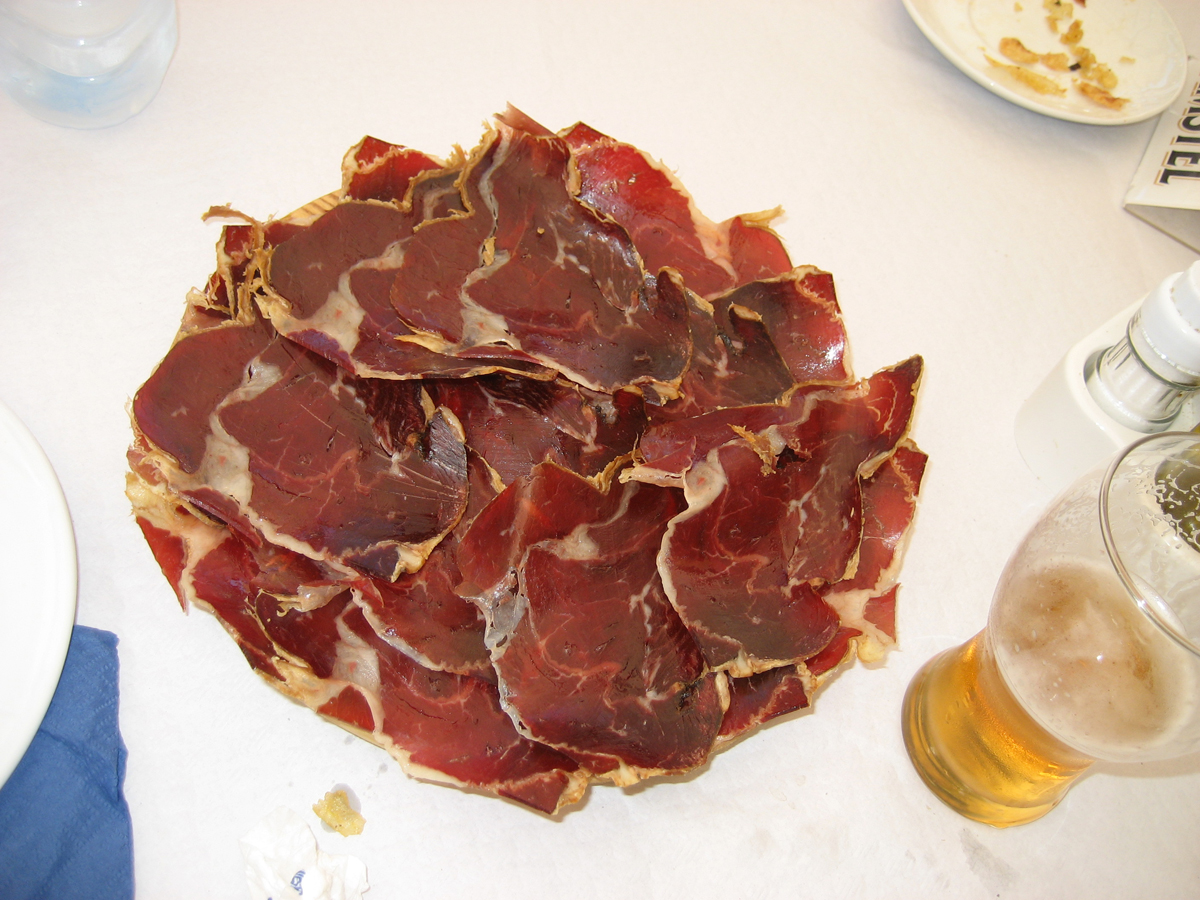
雷昂乾牛肉Cecina